# Carnivoor

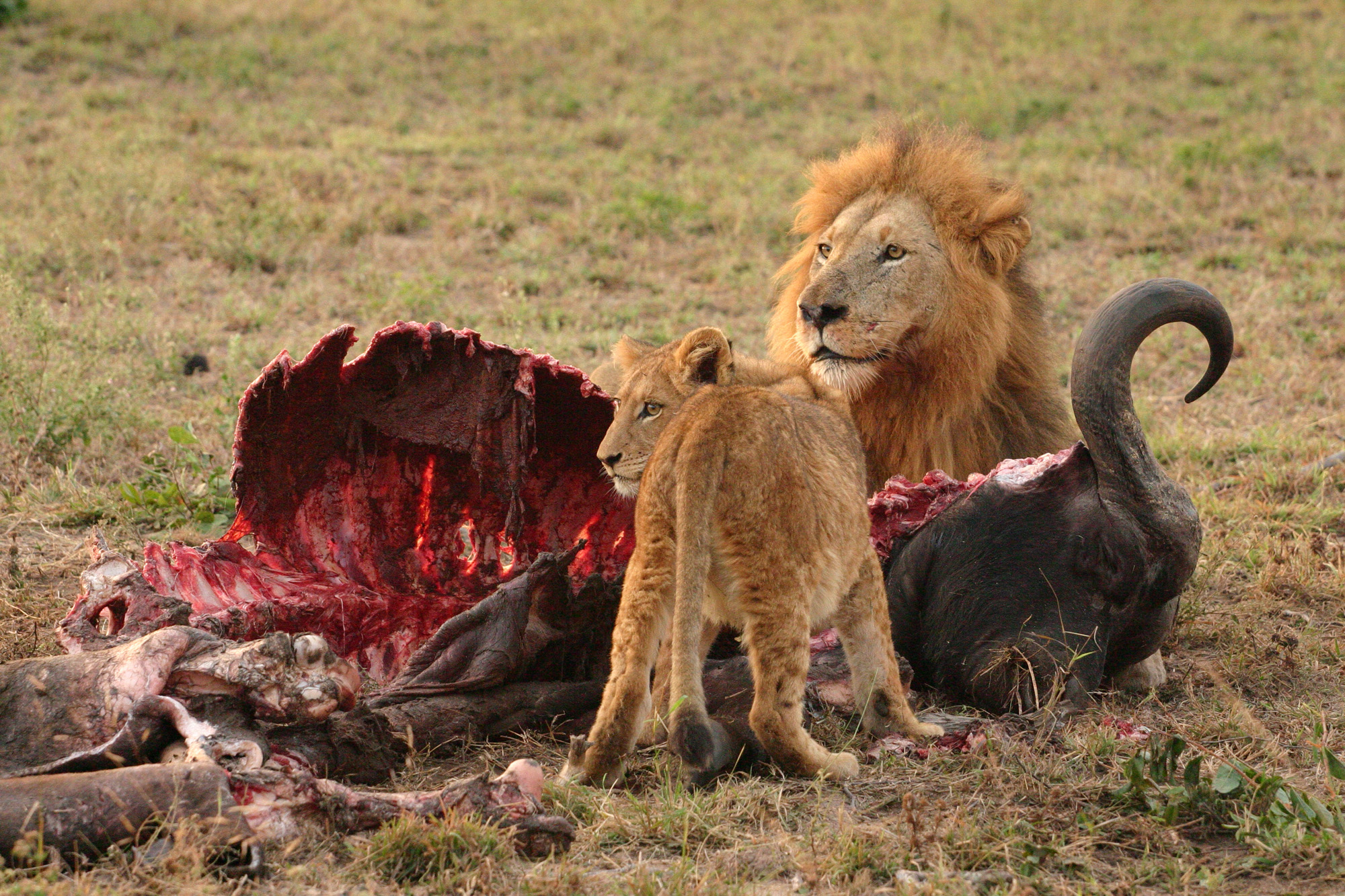
Carnivoren aan de maaltijd

Een carnivoor (van Latijn caro, vlees en vorare, eten) of vleeseter is in de ecologie een organisme dat voornamelijk of zelfs uitsluitend dierlijk weefsel als voedsel gebruikt. Dit weefsel kan zowel van ongewervelde dieren als van gewervelden afkomstig zijn. 
Predatie is de jacht door dieren op andere dieren, en het jagend organisme een predator. Carnivoren zijn vooral dieren, maar ook vleesetende planten die leven van insecten, worden tot de carnivoren gerekend.
Onder de planten zijn er ongeveer 600 vaatplanten die als vleesetende plant beschouwd kunnen worden. Ook zijn er nematofage schimmels die rondwormen vangen en eten.

## Dieren
In de taxonomie verwijst de term Carnivora of roofdieren naar een orde van zoogdieren waarvan de meeste soorten "vlees" in engere zin eten, dat wil zeggen spierweefsel, maar ook ingewanden, bloed, botten, huidweefsel afkomstig van gedode, gewervelde dieren. 
Daarnaast zijn sommige soorten, die taxonomisch tot de carnivora worden gerekend, in ecologische zin planteneters. Een voorbeeld hiervan is de panda. Ook de familie van de beren, die omnivoor zijn, hoort in de taxonomie bij de carnivora. Op dezelfde manier is verwarring mogelijk tussen de verouderde taxonomische term Insectivora (vroeger een orde van zoogdieren) en de ecologische categorie der insectivoren (alle insecteneters).
De ecologische indeling in carnivoren, herbivoren, bacterivoren, detrivoren en omnivoren is gebaseerd op het voedsel dat organismen consumeren: respectievelijk dierlijk, plantaardig, bacterieel, dood organisch materiaal, of zowel dierlijk als plantaardig.
Carnivoren die minstens 5% van hun voedsel uit planten halen worden omnivoren genoemd. Organismen die voedingsstoffen betrekken van dood organisch (plantaardig of dierlijk) materiaal worden detrivoor of detritivoor genoemd. Carnivoren, herbivoren, bacterivoren, detrivoren en omnivoren samen zijn heterotroof omdat ze voedsel betrekken van organismen (dood of levend) in tegenstelling tot autotrofen (groene planten) die zelf voedsel maken van anorganische stof.
De insecteneters (insectivoren) vormen een subgroep binnen de carnivoren. Insectenetende zoogdieren zijn onder andere mollen en egels. Superspecialisten binnen de insecteneters zijn de miereneters, die zich hebben gespecialiseerd in het eten van mieren en termieten.
Naast insecteneters zijn er ook andere carnivoren met een gespecialiseerd dieet zoals viseters (piscivoor), eiereters (ovivoor) en bloedeters (voorbeeld: vampiervleermuizen).

### Voorbeelden

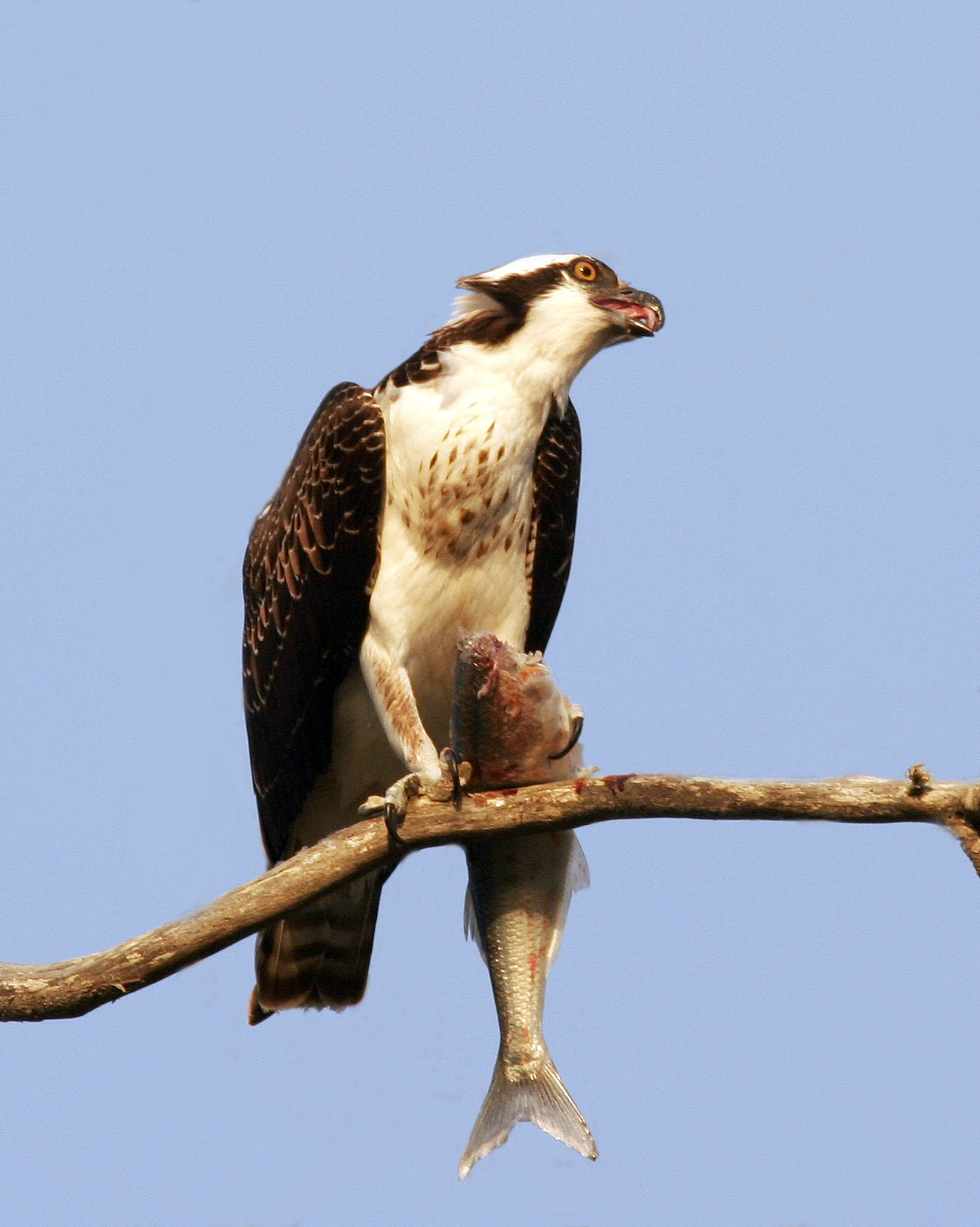
De visarend heeft zich gespecialiseerd in vissen
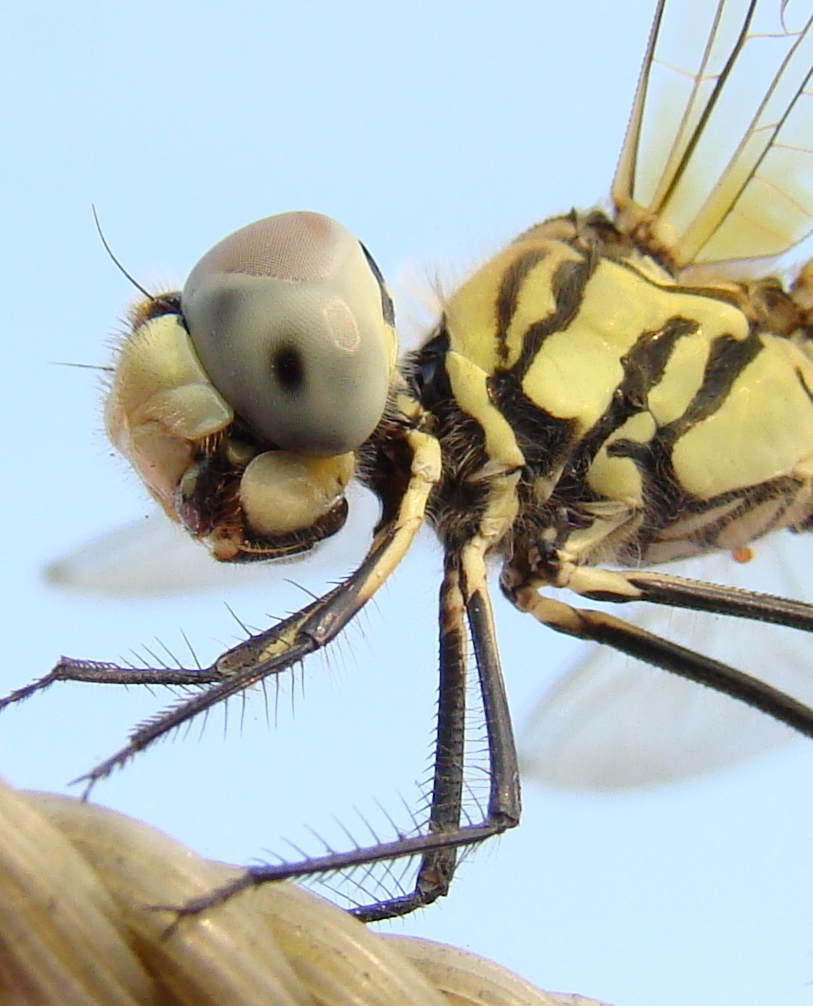
De libel is een predator

- Zoogdieren: bij zoogdieren valt het verschil tussen carnivoren en herbivoren (planteneters) goed te zien, doordat carnivoren een relatief kort darmstelsel en een gebit met knipkiezen hebben.
- Vissen: voorbeelden van carnivoren zijn snoek, kabeljauw, tonijn, piranha, zwaardvis, haai. Ze worden ook wel roofvissen genoemd.
- Reptielen: onder reptielen zijn de krokodillen en slangen bekende carnivoren. Een specialist is de eieretende slang, die alleen eieren van vogels eet (ovivoor). De meeste hagedissen zijn vleesetend, er bestaan soorten die uitsluitend mieren eten en soorten die zelfs herten als prooi hebben. Kameleons vangen insecten met hun razendsnelle tong. Ook sommige schildpadden eten dierlijk voedsel, zoals insecten en vissen.
- Amfibieën: kikkers zijn hoofdzakelijk vleesetend. Larven van kikkers en padden (kikervisjes) zijn vaak wel plantenetend, waardoor de overgang van larve naar volwassen dier een heel snelle en ingrijpende aanpassing van kaken en spijsverteringskanaal inhoudt (metamorfose). Salamanders zijn vleesetend, ze eten wormen, spinnen, slakken. Er zijn geen herbivore salamanders bekend, ook de larven van salamanders zijn vleesetend.
- Vogels: bij vogels zijn vooral roofvogels en uilen vleesetend, maar daarnaast zijn er veel insectivore (insectenetende) vogels zoals zwaluwen. Veel zangvogels (Passeriformes) foerageren op kleine dieren als regenwormen, slakken en insecten. Andere carnivore vogels hebben suggestieve namen als bijeneter, vliegenvangers, wespendief, slangenarend (het eten van slangen heet ophifaag). Visetende specialisten onder de vogels zijn: visarend, aalscholver, jan-van-gent en de verschillende soorten sterns. Uitzonderlijke gevallen zijn: sommige Darwinvinken die bloed of eieren consumeren en koolmezen die 's winters bij gebrek aan ander voedsel vleermuizen eten.[2] Lang niet alle vogels zijn vleesetend.
- Geleedpotigen: onder de geleedpotigen komen veel carnivoren voor. Voorbeelden: libellen, sluipwespen, bidsprinkhanen, lieveheersbeestjes, roofvliegen, roofwantsen, spinnen. Vrijwel alle 40.000 soorten spinnen zijn carnivoren. Een bekend voorbeeld zijn de vogelspinnen, die uitsluitend levend voedsel, zoals vliegen, sprinkhanen, andere spinnen en kleine gewervelden consumeren. De enige tot nu toe bekende vegetarische spin is de Centraal-Amerikaanse spin Bagheera kiplingi die nectar van acacia's eet.[3] Onder de kevers bevinden zich zowel carnivoren als herbivoren. Steekmuggen kunnen tot de carnivore insecten gerekend worden, omdat ze bloed van dieren consumeren zonder ze te doden. Bij deze dieren kan de scheidslijn carnivoor/herbivoor dwars door de soort lopen: alleen de vrouwtjes zuigen bloed, de mannetjes zijn planteneters (nectar). Dit kan een reden zijn ze in te delen bij de omnivore insecten. Duizendpoten zijn carnivoren (ze eten insecten, slakken, wormen, pissebedden, spinnen). Ten slotte zijn er primair carnivore insecten die plantaardig materiaal als onmisbaar onderdeel van hun voeding hebben.[4]
- Weekdieren (mollusken): de wulk is een in zee levende carnivore kieuwslak die leeft van kokkels, borstelwormen, en kreeftachtigen. Alle inktvissen zijn carnivoren.

## Planten

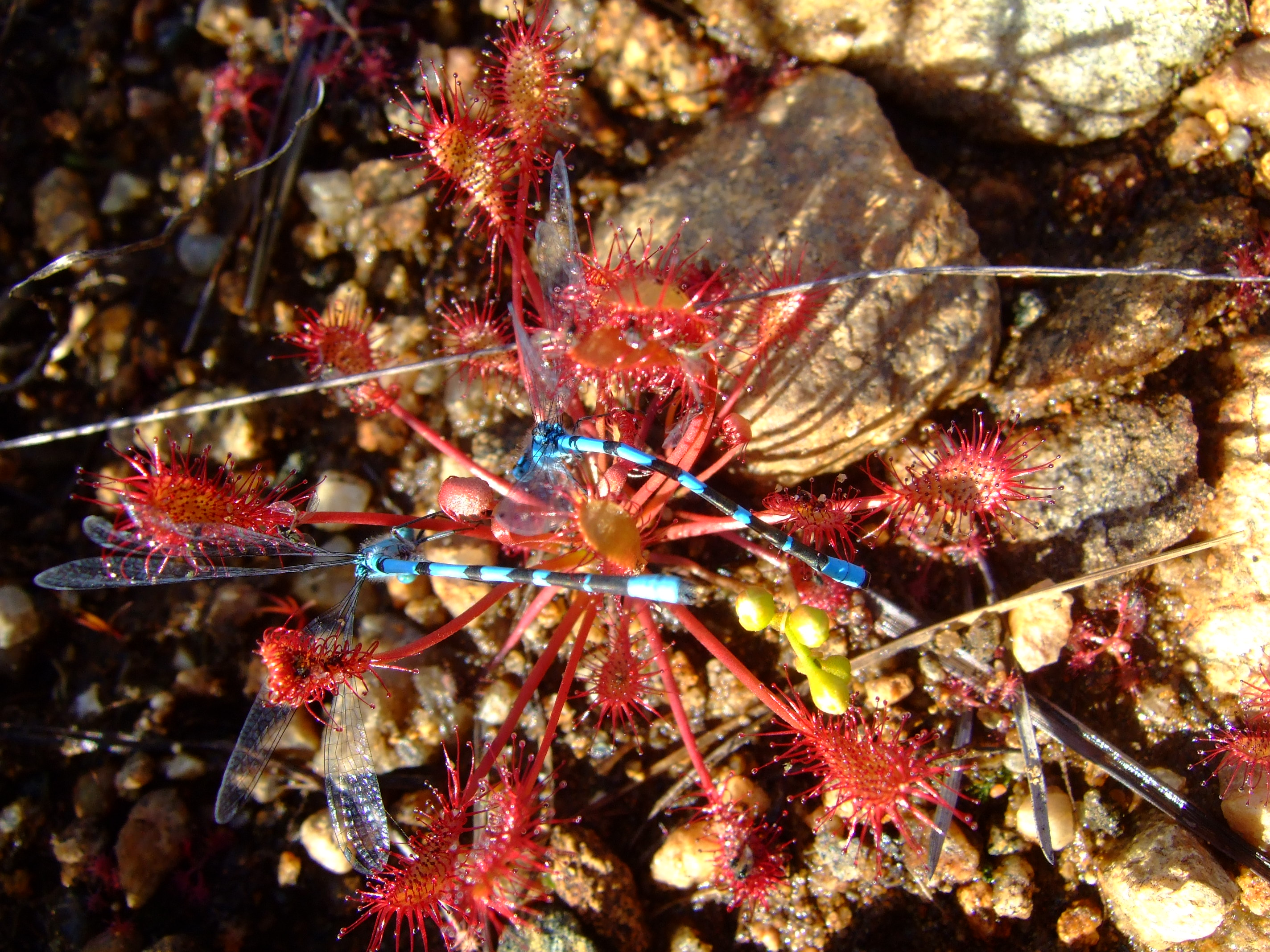
Kleine zonnedauw met gevangen juffers: watersnuffel.

Er zijn ongeveer 600 vaatplanten die als vleesetende plant beschouwd kunnen worden, daarnaast komen nog enkele mossen, algen en schimmels. Charles Darwins boek Insectivorous plants markeert het begin van het wetenschappelijk onderzoek aan carnivore planten. De carnivore planten lokken de prooidieren, die worden vastgehouden en gedood. Veel planten verteren de dieren zelfstandig, waarbij de opgeloste voedingsstoffen door de plant worden opgenomen. Er zijn echter ook planten die een wat nauwere samenwerking hebben met andere dieren die helpen bij vertering en/of vangen van prooidieren (zoals Nepenthes bicalcarata). Voorbeelden van carnivore planten zijn: zonnedauwsoorten, soorten van de tropische bekerplant Nepenthes en venusvliegenvanger.
De prooi wordt gevangen met omgevormde bladeren of wortels, de vallen of vangbladeren. Deze functioneren volgens verschillende principes. Er zijn:
- kleefvallen, die een kleverig slijm uitscheiden. (voorbeelden: zonnedauw, vetblad)
- klapvallen, waarbij de beide bladhelften bij aanraking de prooi snel kunnen insluiten. (voorbeelden: venusvliegenvanger Dionaea muscipula en watervliegenval Aldrovanda vesiculosa)
- bekervallen of bekerplanten vormen bekers met een gladde wand en zijn onderin gevuld met vloeistof, zodat er in gevallen dieren er niet meer uit kunnen en verdrinken. (voorbeelden: Nepenthes, Sarracenia)
- zuigvallen, die zich bij aanraking openen en de prooi, door de onderdruk, naar binnen zuigen, zodat de dieren in de vangblaas komen. (voorbeeld: blaasjeskruid)
- fuikvallen, waarbij de binnenkant met naar binnen gerichte, stevige haren is bezet, waardoor de dieren minder makkelijk weer naar buiten kunnen. (voorbeeld: Genlisia)